# Eșelnița
Eșelnița (Ieșelnița jusqu'en 1966, Jeselnica en hongrois) est une commune roumaine du județ de Mehedinți, dans la région historique de l'Olténie et dans la région de développement du Sud-Ouest.

## Géographie
La commune, composée du seul village de Eșelnița, est située à l'ouest du județ, sur la rive gauche du Danube, face à la Serbie, dans le défilé des Portes de Fer et les Monts Almăj (Munții Almăjului).
La ville d'Orșova est à 8 km au nord et la préfecture du județ, Drobeta Turnu-Severin à 33 km à l'est. La commune est traversée par la route nationale DN57 qui relie Orșova à Moldova Nouă, dans le județ de Caraș-Severin.

## Histoire
La première mention écrite du village date de 1484, dans un document de la cour du roi de Hongrie Matthias Ier de Hongrie.
La commune appartenait au royaume de Hongrie jusqu'au démantèlement de l'Empire austro-hongrois après la Première Guerre mondiale en 1920 au Traité de Trianon. Elle a alors rejoint le royaume de Roumanie.
Eșelnița faisait partie de la Clisura Dunării, zone de la frontière militaire face à l'Empire ottoman et était peuplée de communautés roumaines, tchèques, serbes et allemandes.
La ville a été reconstruite en raison de la construction du barrage des Portes de Fer entre 1967 et 1970.

## Religions
En 2002, 94,59 % de la population étaient de religion orthodoxe, 3,97 % étaient catholiques romains et 1,27 % pentecôtistes.

## Démographie
En 2002, les Roumains représentaient 87,71 % de la population totale, les Tsiganes 9,47 % et les Tchèques 2,31 %. La commune comptait 914 ménages et 926 logements.
| 1900  | 1992  | 2002  | 2007  |
| ----- | ----- | ----- | ----- |
| 1 062 | 3 154 | 3 070 | 3 091 |

## Économie
L'économie de la commune est basée sur l'agriculture, l'élevage, l'exploitation des forêts et le tourisme.

## Lieux et monuments
- Les rives du Danube aux paysages grandioses.
- La vallée de Mraconia.